# Morphopoliana
Morphopoliana là một chi bướm đêm thuộc họ Noctuidae.